# Оксид європію(III)
Європій(ІІІ) оксид - неорганічна хімічна сполука європію та кисню з формулою {\displaystyle {\ce {Eu2O3}}}. Речовина має вигляд білого порошку, майже нерозчинного у воді.

## Отримання
Після трудомісткого відділення інших лантаноїдів від їхніх руд остаточно одержують оксалат європію(III) {\displaystyle {\ce {Eu2(C2O4)3.10H2O}}}, який потім спалюють з утворенням оксиду європію {\displaystyle {\ce {Eu2O3}}}.
{\displaystyle {\ce {2Eu2(C2O4)3 + 3O2 -> 2_Eu2O3 + 12CO2}}}
Для отримання нанокристалів матеріалу використовується синтез шляхом кальцинації відповідного гідроксиду або оксалату.
Оксид європію може бути також отриманий шляхом прямого спалювання металевого європію в атмосфері кисню.
{\displaystyle {\ce {4_Eu + 3_O2 -> 2_Eu2O3}}}

## Хімічні властивості
Європій(ІІІ) оксид виявляє основні властивості. Не реагує з лугами, гідратом аміаку, холодною водою.
- Реагує з гарячою водою:

{\displaystyle {\ce {Eu2O3 + 3H2O -> 2Eu(OH)3}}}
- Реагує з розведеними холодними кислотами:

{\displaystyle {\ce {Eu2O3 + 6HCl -> 2EuCl3 + 3H2O}}}
- Реагує з концентрованими киплячими кислотами:

{\displaystyle {\ce {Eu2O3 + 3H2SO4 -> Eu2(SO4)3 + 3H2O}}}
- Реагує із сірководнем:

{\displaystyle {\ce {Eu2O3\ +3H2S->[ \atop 500^{o}C]Eu2S3\ +3H2O}}}
- Відновлюється до монооксиду європію графітом або європієм:

{\displaystyle {\ce {Eu2O3\ +C->[{} \atop 1300^{o}C]2EuO\ +CO\uparrow }}}
{\displaystyle {\ce {Eu2O3\ +Eu->[{} \atop 1220^{o}C,Ar]3EuO\ }}}
- Відновлюється до металевого європію лантаном:

{\displaystyle {\ce {Eu2O3\ +2La->[{} \atop 1200^{o}C]La2O3\ +2Eu}}}

## Використання
- Широко використовується як червоний чи синій люмінофор у телевізорах та люмінесцентних лампах.[3].
- Є легуючою добавкою при виробництві флуоресцентного скла. Також використовується як елемент захисту на банкнотах євро.
- Каталізатор для отримання ненасиченого спирту 3-бутен-1-олу з 1,4-бутандіолу.[4]
- Потенційний матеріал для використання як поглинача нейтронів у реакторах на швидких нейтронах.[5]